# Funktionalableitung
Die Funktionalableitung auch Variationsableitung ist eine verallgemeinerte Richtungsableitung eines Funktionals. Ein Funktional ist dabei eine Abbildung, die einer Funktion eine Zahl zuordnet. Weil der zugrundeliegende Vektorraum in diesem Fall also ein Funktionenraum ist, wird „in Richtung einer Funktion“ abgeleitet. Ein verwandtes Konzept ist die erste Variation.
Die Funktionalableitung ist in der theoretischen Physik relevant. Dort wird sie unter anderem in der Dichtefunktionaltheorie und der Feldtheorie verwendet.

## Definition
Sei {\displaystyle M} eine Untermenge eines topologischen Vektorraumes und {\displaystyle F\colon M\to \mathbb {K} } mit {\displaystyle \mathbb {K} \in \{\mathbb {R} ,\mathbb {C} \}} ein (nicht zwingend lineares) Funktional, dann ist die erste Variation von {\displaystyle F} definiert durch
{\displaystyle \delta F[y]:=\lim _{\varepsilon \to 0}{\frac {F[y+\varepsilon \phi ]-F[y]}{\varepsilon }}={\frac {d}{d\varepsilon }}F[y+\varepsilon \phi ]{\bigg \vert }_{\varepsilon =0}}
für eine beliebige Funktion {\displaystyle \phi } (in einem nicht näher bestimmten Funktionenraum {\displaystyle \Omega (D)}) mit der einzigen Bedingung, dass {\displaystyle F} auf {\displaystyle y+\varepsilon \phi } eindeutig definiert ist für hinreichend kleine {\displaystyle \varepsilon >0}. Der Funktionenraum {\displaystyle \Omega (D)} muss kein Unterraum von {\displaystyle M} sein, so lange {\displaystyle y+\varepsilon \phi \in M} für alle {\displaystyle \varepsilon >0} ist. 
Die Funktionalableitung {\displaystyle {\tfrac {\delta F[y]}{\delta y(x)}}} von {\displaystyle F} ist dann definiert durch
{\displaystyle \int _{D}{\frac {\delta F[y]}{\delta y(x)}}\phi (x)\mathrm {d} x:=\left.{\frac {d}{d\varepsilon }}F[y+\varepsilon \phi ]\right|_{\varepsilon =0}}.
Diese Definition impliziert, dass die rechte Seite in die Form eines linearen Integraloperators mit Integralkern {\displaystyle {\tfrac {\delta F[Y]}{\delta y(x)}}} gebracht werden kann. Dies ist im Allgemeinen  für beliebige Funktionale und beliebige {\displaystyle y} nicht möglich. Ein Funktional, für das eine solche Integralform existiert, heißt differenzierbar.
Die Funktionalableitung spielt hierbei die Rolle eines Gradienten, was durch die Notation {\displaystyle {\tfrac {\delta }{\delta y(x)}}} ausgedrückt werden soll.

## Eigenschaften
Analog zur üblichen Richtungsableitung hat auch die Funktionalableitung folgende Eigenschaften.
1. Die Funktionalableitung ist eine lineare Abbildung[2]:
{\displaystyle {\frac {\delta }{\delta y(x)}}(\alpha F[y]+\beta G[y])=\alpha {\frac {\delta F[y]}{\delta y(x)}}+\beta {\frac {\delta G[y]}{\delta y(x)}}}
2. Für ein Produkt aus Funktionalen {\displaystyle H[y]=F[y]G[y]} gilt die Produktregel[2]:
{\displaystyle {\frac {\delta }{\delta y(x)}}(F[y]G[y])=F[y]{\frac {\delta G[y]}{\delta y(x)}}+{\frac {\delta F[y]}{\delta y(x)}}G[y]}
3. Falls {\displaystyle F} linear ist, dann ist 
{\displaystyle F[y]=\int _{D}y(x){\frac {\delta F[y]}{\delta y(x)}}dx}.
Dies ist auch ein Folgerung aus dem Darstellungssatz von Fréchet-Riesz: Weil {\displaystyle F} hier ein lineares Funktional ist, lässt es sich als Skalarprodukt {\displaystyle \textstyle \left\langle y,{\frac {\delta F[y]}{\delta y}}\right\rangle } darstellen.
4. Operiert das Funktional {\displaystyle F} zwischen Teilmengen von Banachräumen und ist die Funktionalableitung {\displaystyle y\mapsto {\tfrac {\delta F[y]}{\delta y(x)}}} von {\displaystyle F} eine lineare Abbildung, dann existiert auch die Fréchet-Ableitung von {\displaystyle F} und stimmt mit {\displaystyle \textstyle \int _{D}y(x){\frac {\delta F[y]}{\delta y(x)}}dx} überein.[1]

## Beispiele
- Das nicht-lineare Funktional

{\displaystyle F[y]=\int _{\mathbb {R} }y(x)^{2}g(x)dx}
hat die Funktionalableitung {\displaystyle {\tfrac {\delta F[y]}{\delta y(x)}}=2y(x)g(x)}, wie sich mithilfe der Definition zeigen lässt:
{\displaystyle {\begin{aligned}\int _{\mathbb {R} }{\frac {\delta F[y]}{\delta y(x)}}h(x)dx&=\lim _{\varepsilon \to 0}{\frac {1}{\varepsilon }}(F[y+\varepsilon h]-F[y])\\&=\lim _{\varepsilon \to 0}{\frac {1}{\varepsilon }}\left(\int _{\mathbb {R} }(y(x)+\varepsilon h(x))^{2}g(x)dx-\int _{\mathbb {R} }y(x)^{2}g(x)dx\right)\\&=\lim _{\varepsilon \to 0}{\frac {1}{\varepsilon }}\int _{\mathbb {R} }2y(x)\varepsilon h(x)g(x)+\varepsilon ^{2}h(x)^{2}g(x)dx\\&=\int _{\mathbb {R} }2y(x)g(x)h(x)dx\end{aligned}}}.
Da dies für alle Testfunktionen {\displaystyle h} gelten muss, folgt 
{\displaystyle {\frac {\delta F[y]}{\delta y(x)}}=2y(x)g(x)}.
- Ein anderes Beispiel stammt aus der Dichtefunktionaltheorie. In der LDA-Näherung ist dort die Austauschenergie

{\displaystyle E_{x}[\varrho ]:=c\int _{\mathbb {R} }\varrho (r)^{4/3}d^{3}r}
ein Funktional der Dichte {\displaystyle \varrho }. Das zugehörige Austauschpotential ist
{\displaystyle V_{x}(r):={\frac {\delta E_{x}[\varrho ]}{\delta \varrho (r)}}=c{\frac {4}{3}}\varrho (r)^{1/3}}.
- Ein weiteres, mehrdimensionales Beispiel aus der Dichtefunktionaltheorie ist die Elektron-Elektron-Wechselwirkung als Funktional {\displaystyle F} der Dichte {\displaystyle \varrho }:

{\displaystyle F[\varrho ]={\frac {k}{2}}\iint _{\mathbb {R} ^{6}}{\frac {\varrho (\mathbf {r} )\varrho (\mathbf {r} ')}{\vert \mathbf {r} -\mathbf {r} '\vert }}\,d\mathbf {r} d\mathbf {r} '\,.}
Es gilt
{\displaystyle {\begin{aligned}\int _{\mathbb {R} ^{3}}{\frac {\delta F[\varrho ]}{\delta \varrho (\mathbf {r} )}}h(\mathbf {r} )d{\boldsymbol {r}}&=\lim _{\varepsilon \to 0}{\frac {1}{\varepsilon }}(F[\varrho +\varepsilon h]-F[\varrho ])\\&=\lim _{\varepsilon \to 0}{\frac {1}{\varepsilon }}{\frac {k}{2}}\left(\iint _{\mathbb {R} ^{6}}{\frac {[\varrho ({\boldsymbol {r}})+\epsilon h({\boldsymbol {r}})]\,[\varrho ({\boldsymbol {r}}')+\epsilon h({\boldsymbol {r}}')]}{\vert {\boldsymbol {r}}-{\boldsymbol {r}}'\vert }}\,d{\boldsymbol {r}}d{\boldsymbol {r}}'-\iint _{\mathbb {R} ^{6}}{\frac {\rho ({\boldsymbol {r}})\,\rho ({\boldsymbol {r}}')}{\vert {\boldsymbol {r}}-{\boldsymbol {r}}'\vert }}\,d{\boldsymbol {r}}d{\boldsymbol {r}}'\right)\\&={\frac {k}{2}}\iint _{\mathbb {R} ^{6}}{\frac {\varrho ({\boldsymbol {r}}')h({\boldsymbol {r}})}{\vert {\boldsymbol {r}}-{\boldsymbol {r}}'\vert }}\,d{\boldsymbol {r}}d{\boldsymbol {r}}'+{\frac {k}{2}}\iint _{\mathbb {R} ^{6}}{\frac {\varrho ({\boldsymbol {r}})h({\boldsymbol {r}}')}{\vert {\boldsymbol {r}}-{\boldsymbol {r}}'\vert }}\,d{\boldsymbol {r}}d{\boldsymbol {r}}'\\&={\frac {2k}{2}}\iint _{\mathbb {R} ^{6}}{\frac {\varrho ({\boldsymbol {r}}')h({\boldsymbol {r}})}{\vert {\boldsymbol {r}}-{\boldsymbol {r}}'\vert }}\,d{\boldsymbol {r}}'d{\boldsymbol {r}}\\&=\int _{\mathbb {R} ^{3}}\left(k\int _{\mathbb {R} ^{3}}{\frac {\varrho ({\boldsymbol {r}}')}{\vert {\boldsymbol {r}}-{\boldsymbol {r}}'\vert }}\,d{\boldsymbol {r}}'\right)h({\boldsymbol {r}})d{\boldsymbol {r}}\end{aligned}}}.
Da dies für alle Testfunktionen {\displaystyle h} gelten muss, folgert man das Ergebnis 
{\displaystyle {\frac {\delta F[y]}{\delta \varrho ({\boldsymbol {r}})}}=k\int _{\mathbb {R} ^{3}}{\frac {\varrho ({\boldsymbol {r}}')}{\vert {\boldsymbol {r}}-{\boldsymbol {r}}'\vert }}d{\boldsymbol {r}}'}.
- In der Quantenfeldtheorie ist folgendes Beispiel nützlich, um Korrelationsfunktionen aus Zustandssummen zu berechnen. Das Funktional ist

{\displaystyle F[y]=e^{\int _{\mathbb {R} }y(x)g(x)dx}}.
Mithilfe des Grenzwerts 
{\displaystyle \lim _{\varepsilon \to 0}{\frac {e^{\varepsilon a}-1}{\varepsilon }}=\lim _{\varepsilon \to 0}{\frac {1+\varepsilon a+{\frac {\varepsilon ^{2}}{2}}a^{2}+...-1}{\varepsilon }}=a}
zeigt man
{\displaystyle {\frac {\delta F[y]}{\delta y(x)}}=e^{\int _{\mathbb {R} }y(x)g(x)dx}g(x)=F[y]g(x)}.
- Lässt man auch Distributionen zu, so kann man eine reelle Funktion {\displaystyle f} mithilfe der Delta-Distribution als Funktional schreiben:

{\displaystyle f(x)=F_{x}[f]:=\int _{\mathbb {R} }f(y)\delta (x-y)dy}.
In diesem Sinne ist
{\displaystyle {\frac {\delta f(x)}{\delta f(y)}}=\delta (x-y)}.

## Mögliche Voraussetzungen für die Existenz der Funktionalableitung
Die Abbildung
{\displaystyle \phi \mapsto \left[{\frac {d}{d\varepsilon }}F[y+\varepsilon \phi ]\right]_{\varepsilon =0}}
ist ein lineares Funktional. Erfüllt es zusätzliche Voraussetzungen, so kann auf dieses Funktional der Darstellungssatz von Riesz-Markow angewandt werden. Dann gibt es ein Maß {\displaystyle \mu }, so dass das Funktional als Integral gegen dieses Maß aufgefasst werden kann, das heißt es gibt eine Darstellung
{\displaystyle \delta F[y]=\int _{D}y(x)\mathrm {d} \mu (x)}.
Kann man zusätzlich den Satz von Radon-Nikodým anwenden, so gibt es eine Dichtefunktion, so dass
{\displaystyle \delta F[y]=\int _{D}y(x){\frac {\delta F[y]}{\delta y(x)}}\mathrm {d} x}
gilt. Diese Dichtefunktion ist dann die Funktionalableitung.